# كويتشي واكاتا
كويتشي واكاتا (باليابانية: 若田光一) (و. 1963 – م) هو مهندس، ورائد فضاء من اليابان . ولد في Ōmiya . تولى منصب قائد بعثة محطة الفضاء الدولية، البعثة 39 (10 مارس 2014–10 مايو 2014) .

## ريادة الفضاء
شارك في المهمات الفضائية:
- البعثة 18
- STS-92
- البعثة 38
- STS-119
- STS-127
- STS-72
- البعثة 20
- البعثة 39
- البعثة 19
- Soyuz TMA-11M.

## التعليم
تعلم في جامعة كيوشو

## جوائز
حصل على جوائز منها:
- Kikuchi Kan Prize (2014)
- Medal "For Merit in Space Exploration" (12 أبريل 2011)
- NASA Space Flight Medal.